# Династија Ветин
Династија Ветин је краљевска династија која влада Белгијом (од 1831) и Уједињеним Краљевством (од 1901), а владала је Бугарском (1887—1946), Португалом (1853—1910), Пољском (1697—1763), Краљевином Саксонијом (1806—1918), Великим војводством Сакс-Вајмар (1815—1918), Војводством Сакс-Кобург и Гота (1826—1918), Војводством Сакс-Мајнинген (1826—1918), Војводством Сакс-Алтенбург (1826—1918), Индијом 1901—1950, итд. 
Историја ове породице почиње 1089. када су постали грофови Мајсена. Феудлни владари Тирингије су постали 1263, а војводе Саксоније 1423. са привилегијом да буду једни од оних који бирају цара Светог римског царства.

## Ернестинска и албертинска лоза
Породица се поделила у две гране 1485. када су синови Фридриха II, изборника Саксоније, поделили своје наследство:
- старији син, Ернест, изборник Саксоније, имао је седиште у Витенбергу, и од њега потиче лоза ернестинаца.
- млађи син, Алберт, војвода Саксоније, столовао је у Дрездену. Од њега потичу владари албертинци.

Ове две лозе су еволуирале сасвим другачије: албертинци су сачували јединство својих саксонских поседа, док су ернестинци своје територије изделили на мозаик малих војводстава у Тирингији. 
Наследници албертинаца су постали краљеви Пољске (1697-1763) и Саксоније (1806-1918), и управљали Варшавским војводством у доба Наполеона (1807-1814), све до инвазије Руса, када је њихово наследно право укинуто.

## Лозе Сакс-Кобург и Гота и Виндзор
Ернестинци су изгубили своје поседе у корист албертинаца 1547, али су сачували поседе у Тирингији делећи ову регију на више државица. Једна од њихових династија, Сакс-Кобург и Гота, дошла је на престо Белгије (1831) и Бугарске (1908-1946). Као супрузи краљица Португала и Уједињеног Краљевства, представници ове лозе су дали своје презиме владарским кућама ових земаља. 
Лоза династије Ветин која је владала Уједињеним Краљевством од 1901. носила је име Сакс-Кобург и Гота. Ветин, као немачко презиме, никада се није користило у Уједињеном Краљевству за означавање краљевске породице. 
За време Првог светског рата, британска краљевска кућа је заменила своје немачко презиме презименом Виндзор. Тако је име краљевског дворца постало име породице. Краљ Едвард VIII је носио титулу војводе од Виндзора до своје абдикације 1936. После Елизабете II кућа Ветин ће изгубити британску круну и она ће постати посед куће Олденбург коју персонификује Чарлс III. Могуће је да ће он задржати презиме Виндзор или Маунтбатен-Виндзор као породично презиме. Маунтбатен је верзија немачког презимена Батенберг, презимена баке са очеве стране принца Чарлса, којег је његов отац Филип превео у енглеску форму. 